# Hondenfokker
Een hondenfokker is iemand die (ras)honden fokt.
Hondenfokker is een beroep of hobby waarbij men een zekere verantwoordelijkheid op zich neemt, om zowel de honden als hun toekomstige bazen niet te kort te doen. Het is belangrijk om de honden door het vermijden van inteelt en het signaleren van lichamelijke en karaktergebreken gezond te houden en ze goed te verzorgen, en ook bij het plaatsen van de pups te waken voor onverstandige keuzen van de klant. Fokkers die het niet zo nauw nemen met de regels en vooral zo veel mogelijk winst willen maken worden broodfokkers genoemd.